# 佩曼·雅兹达尼尔
佩曼·雅兹达尼尔 （波斯語：‎，1968年1月6日—）是一位伊朗作曲家。
1999年，他为伊朗导演阿巴斯·基亚罗斯塔米的电影《随风而逝》创作了电影音乐，该片获第56届威尼斯影展费比西国际影评人奖。之后他又与多位伊朗或伊朗裔导演合作，包括拉敏·巴哈尼、伊拉杰·卡里米、克斯罗·马素米（Khosro Masumi）、妮奇·卡里米、阿斯哈·法哈蒂等。
2006年，他为中国导演娄烨的电影《颐和园》谱写了音乐。之后他也为中国导演李玉、万玛才旦等人的作品作曲。
除了为伊朗和中国电影人创作音乐，他也参与了其它国家电影的配乐创作，如法国意大利合拍片《禁忌篇章》、德国电影《金属村庄》以及美国电影《推手推车的男人》。

## 外部連結
- 佩曼·雅兹达尼尔在互联网电影资料库（IMDb）上的資料（英文）
- 佩曼·雅兹达尼尔在豆瓣上的简介